# 플로리다 맨
플로리다 맨(Florida Man)은 2013년에 처음 대중화된 인터넷 밈으로, 미국 플로리다주에서 비합리적이고 어리석으며 미친 행동을 하는 사람들의 alleged prevalence를 가리킨다. 인터넷 사용자들은 일반적으로 플로리다에서 일어나는 특이하거나 이상한 범죄, 행동 및 기타 사건에 대한 뉴스 기사 및 기사 링크를 제출하며, 이야기의 헤드라인은 종종 "플로리다 맨 ..."으로 시작하여 이야기의 주요 사건이 이어진다. 헤드라이니즈가 일반적으로 작성되는 방식 때문에 기사의 주제가 모두 "플로리다 맨"으로 알려진 단일 개인임을 암시하는 것으로 창의적으로 해석될 수 있다.
마이애미 헤럴드는 플로리다의 정보 공개법이 다른 주보다 언론인들이 경찰로부터 체포 정보를 얻기 쉽게 만들며 이것이 많은 수의 뉴스 기사의 원인이라고 주장했다. 이 밈에 대한 CNN 기사는 또한 기묘한 활동에 대한 보고서의 광범위성이 공개 기록 법률이 언론인에게 경찰 보고서에 빠르고 쉽게 접근할 수 있도록 하는 것, 주의 비교적 높은 인구, 매우 가변적인 날씨 및 정신건강 자금 지원의 격차를 포함한 여러 요인의 결과라고 제안했다.

## 기원
이 밈은 2013년 2월에 현재는 중단된 Twitter 계정 @_FloridaMan에서 시작되었는데, 이 계정은 "개가 액셀러레이터를 눌러 밴에 치인 플로리다 맨" 또는 "월마트에서 전동 스쿠터로 만취한 채 난폭 운전한 플로리다 맨을 경찰이 체포했다"와 같이 "플로리다 맨"이라는 단어가 포함된 특히 이상하거나 기묘한 뉴스 헤드라인을 인용했다. 이 계정은 "플로리다 맨"을 "세계 최악의 슈퍼히어로"라고 불렀다.

## 확산
이 밈이 만들어지기 전에 플로리다주는 이미 인터넷에서 다채로운 명성을 얻었으며, 소셜 집계 사이트 Fark는 Twitter 계정 @_FloridaMan이 등장하기 몇 년 전부터 "Florida" 콘텐츠 태그를 호스팅했다.
2013년 1월 계정 생성 이후, 레딧 및 텀블러 (마이크로블로그)와 같은 소셜 미디어 사이트에서 대중화가 이어졌으며, 처음에는 subreddit "r/FloridaMan"과 Tumblr 블로그 "StuckInABucket"을 통해 2013년 2월 내내 수많은 뉴스 기사 및 이야기에서 이 밈이 다루어졌다.
'플로리다 맨'은 FX 쇼 애틀랜타 시즌 2 첫 에피소드에서도 불길한 존재로 언급되었는데, 다리우스는 그를 대안우파조니 애플시드로 부르며 케빈 워터맨이 연기한 그가 흑인들의 투표를 막기 위한 계획의 일환으로 플로리다에서 다양한 기묘한 범죄를 저지른다고 설명한다.
2018년 11월 1일, 더 데일리 쇼의 데시 리딕은 "플로리다 맨" 현상을 코믹하게 조사하는 보고서를 발표했다.
2018년, IO 인터랙티브는 스텔스 액션 비디오 게임 히트맨 2를 출시했다. 플로리다 마이애미를 배경으로 한 게임의 두 번째 레벨에서 플레이어는 지역 음식 가판대 주인인 "플로리다 맨"으로 변장할 수 있다. 플레이어는 이 변장을 사용하여 타겟을 독살하고 제거할 수 있다. 플로리다 맨 캐릭터는 베를린, 독일을 배경으로 한 히트맨 3 레벨에도 등장하며, 플레이어는 다시 그의 변장을 취할 수 있다.
마이클 프레슬리 바비트가 쓴 "플로리다 맨"이라는 제목의 연극은 2019년 7월 31일 뉴욕의 Theatre Row Studios에서 초연되었다.
2019년 10월 31일, 당시 미국 대통령이었던 도널드 트럼프는 법적 거주지를 뉴욕시에서 그가 소유하고 자주 방문하는 마러라고 리조트가 있는 팜비치로 변경했다. 출처들은 트럼프가 "플로리다 맨"이 된 것에 대해 농담했는데, 그중에는 더 데일리 쇼도 포함되어 있었는데, 트럼프의 이름을 모두 "플로리다 맨"으로 바꾸는 브라우저 확장 프로그램을 구글 크롬 및 모질라 파이어폭스용으로 출시했다. 2020년 10월 24일, 플로리다에서 대선 후보 조 바이든을 위한 집회에서 전 대통령 버락 오바마는 트럼프를 조롱하며 트럼프의 코로나19 범유행 대처와 국내외 문제 대처를 언급하며 "'플로리다 맨'조차 이런 짓은 안 할 것"이라고 말했다.
미국의 클래식 록 밴드 블루 오이스터 컬트는 2020년 앨범 The Symbol Remains의 곡 "플로리다 맨"에서 이 현상을 언급했다.
Twitter 계정 @_FloridaMan의 관리자는 2019년에 해당 계정에서 트윗 작성에서 "은퇴"했다고 밝혔다.
플로리다 출신 미국 공화당 하원의원 맷 게이츠는 자신의 Twitter 약력 및 2021년 "플로리다 맨 자유 투어"를 포함하여 자신을 "플로리다 맨"이라는 별칭으로 받아들였다.
2022년 11월 16일, 뉴욕 포스트는 트럼프의 2024년 대선 운동 발표를 1면 헤드라인으로 "플로리다 맨 발표"로 보도하고, 26페이지에서 마러라고를 "기밀 문서 도서관"이라고 지칭하며 전 대통령을 조롱했다.
2023년 3월, 넷플릭스는 쇼러너 (그리고 플로리다 출신) 도널드 토드가 제작하고 disgraced 전직 경찰관 에드거 라미레스가 마피아의 실종된 여자친구를 찾아 고향 플로리다로 돌아가야 하는 이야기를 다룬 인터넷 텔레비전리미티드 시리즈 플로리다 맨을 발표했다.
2024년 세인트오거스틴에서 플로리다 맨 게임 행사가 열렸다.

### "플로리다 맨 생일 챌린지"
2019년에 인기를 얻고 레딧과 같은 소셜 미디어 사이트에 주기적으로 다시 등장하는 밈의 변형은 "플로리다 맨 생일 챌린지"라고 불리며, 사람들이 웹 검색 엔진에 생년월일 뒤에 "플로리다 맨"을 검색하여 해당 날짜에 "플로리다 맨"과 관련된 기묘한 뉴스 리포트를 찾는 것을 목표로 한다.

## 반응
이 밈은 플로리다주와 기묘하거나 유머러스한 활동 사이의 연관성을 확인하는 것으로 널리 인식되었으며 다윈상과 비교되기도 한다. 이 밈은 컬럼비아 저널리즘 리뷰(Columbia Journalism Review)로부터 "저널리즘의 가장 어둡고 수익성 높은 가내 산업 중 하나"라고 비판받았으며, "이야기들은 햇빛 주의 신화적으로 초자연적인 기묘함의 예시로 서 있지만, 더 자주 단순히 약물 중독자, 정신 질환자, 노숙자의 고난을 기록한다."고 말했다.

## 같이 보기
- 인터넷 밈 목록

## 더 읽어보기
- Robbins, Ira P. (2021). “Explaining Florida Man”. 《Florida State University Law Review》 49 (1): 1–54. 2024년 6월 26일에 확인함.